# Mulheres de calças

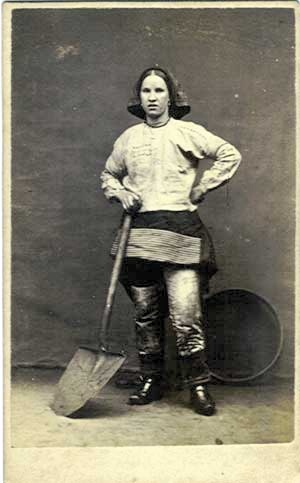
Chica mineira.

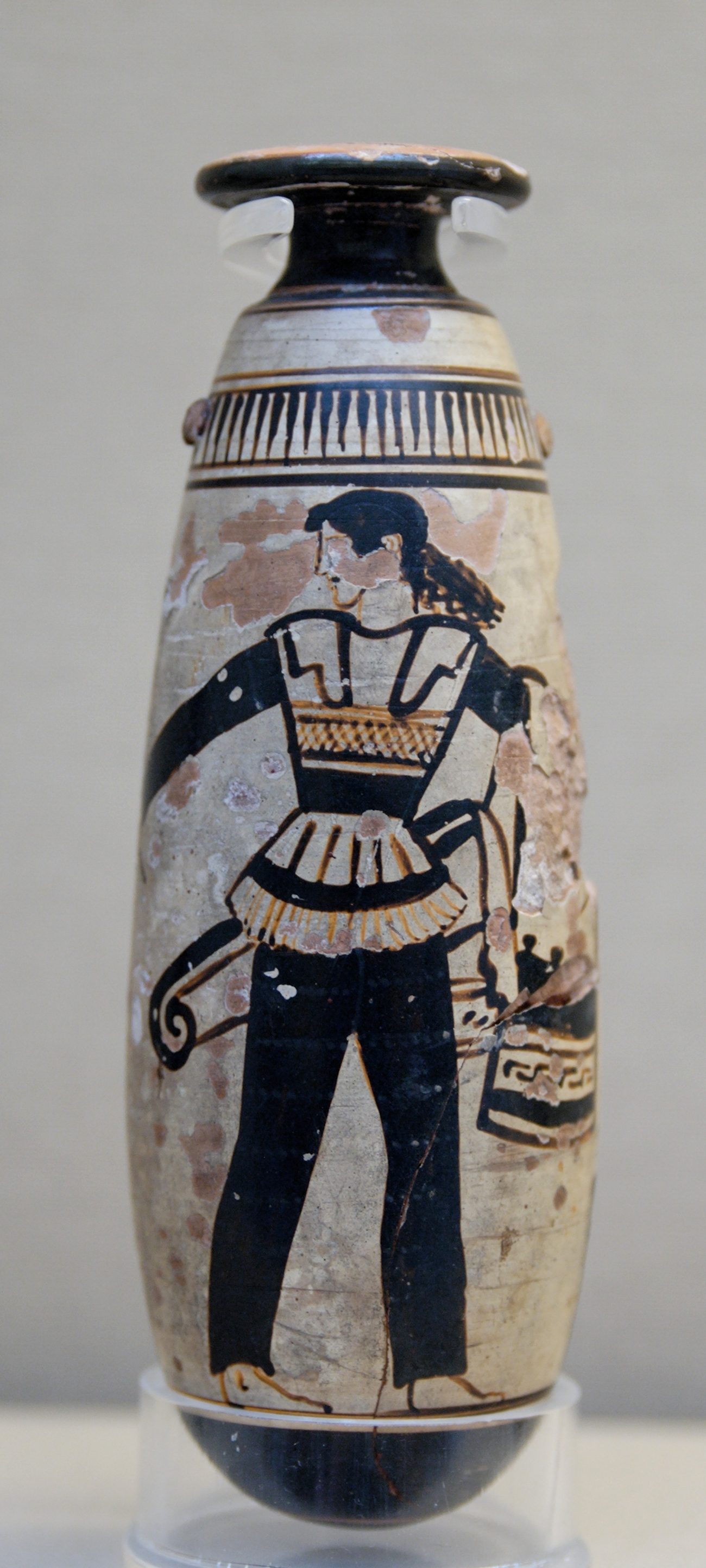
Amazonas com calças e com um casaco com um adjunto com desenhos de tela e um carcaj. Os áticos da Antiga Grécia com alabastro de fundo branco. 470 a. C. British Museum, Londres.

Historicamente, no Ocidente, as mulheres têm usado indumentárias semelhante as saias como vestuário, enquanto que, os homens tinham e têm usado calças. A final do século XIX, as mulheres começaram a usar calças e blusas para o trabalho industrial. Durante a Segunda Guerra Mundial, as mulheres usavam as calças de seus maridos enquanto concorreram a seus empregos, e na década de 1970, as calças da moda foram feitas especialmente para as mulheres. Nos Estados Unidos, isto pode ter ocorrido devido à passagem do Título IX das Emendas de Educação de 1972, o que fez que o ensino público tratasse igualmente aos homens e as mulheres e que não se lhes exigisse que as estudantes seguissem um código de vestimenta diferenciado, já que estes mudaram em quase todas as escolas públicas dos Estados Unidos.
Enquanto nos países ocidentais, as calças para as mulheres não se tornaram artigos de moda até o final do século XX, as mulheres começaram a usar as calças dos homens (devidamente modificadas) para o trabalho ao ar livre há mais de uma centena de anos.
As meninas mineiras marrões de Wigan escandalizaram à sociedade vitoriana com a utilização de calças para o trabalho perigoso nas minas de carvão. Elas vestiam saias sobre as calças e as enrolavam na cintura para mantê-las fora do caminho.
As mulheres que trabalhavam nas fazendas do oeste americano do século XIX também usavam calças de equitação, e a princípios do século XX, aviadoras e outras mulheres que trabalhavam frequentemente usavam calças. Atrizes como Marlene Dietrich e Katharine Hepburn eram frequentemente fotografadas de calças nos anos 1930, e isto ajudou com que as calças fossem mais aceitas pelas mulheres. Durante a Segunda Guerra Mundial, as mulheres que trabalham nas fábricas e faziam também outras formas de "trabalho de homens" no serviço de guerra, usavam calças quando o trabalho o exigia, e no pós-guerra, as calças tornaram-se roupa casual para a jardinagem, a praia e outras atividades de lazer.
Na Grã-Bretanha durante a Segunda Guerra Mundial, por causa do racionamento da roupa, muitas mulheres tomaram as roupas de seus maridos civis, incluídas as calças, para trabalhar, enquanto seus maridos estavam ausentes nas forças armadas. Isso foi em parte porque se as considerou como roupas práticas para o trabalho e, em parte para permitir que as mulheres mantenham suas prestações de roupas para outros usos. Como essa prática do uso de calças tornou-se mais difundida e o vestuário dos homens estava ausente, as substituições eram necessárias, de modo que no verão de 1944 relatou-se que as vendas de calças de mulher foram cinco vezes mais que no ano anterior.
Na década de 1960, André Courrèges introduziu calças compridas para as mulheres como um item de moda, levando à era de pantsuit e corte jeans e à erosão gradual das proibições contra que as meninas e mulheres usem calças nas escolas, no trabalho, e bons restaurantes.

## Exceções
As maiorias das mulheres no Ocidente hoje usam calças, em oposição às saias / vestidos na maioria do tempo. No entanto, há momentos em que as mulheres podem preferir usar uma saia em vez de um par de calças, e algumas mulheres podem usar saias / vestidos o tempo todo fora da tradição moderna. Alguns desses motivos são:

### Aparência profissional
Na maioria das profissões, foi aceito que as mulheres usassem calças. Com a popularidade da pantsuit e outras calças que dão a aparência de um terno de negócios, na maioria das profissões, é possível que as mulheres usem calças em todos os momentos. Muitas ocupações também permitem hoje uniformes do vestuário casuais ou que constem de calças. No entanto, existem mulheres que sentem que usar uma saia ou vestido assegura estar  "bem vestidas", ou que dá uma impressão melhor.
As maiorias das mulheres que vestem roupas de negócios no trabalho, em alguns dias usam calças e saias no outro, com uma variação de estilo em mente. As atividades do dia de trabalho e temperatura exterior podem ter um impacto sobre sua escolha em qualquer dia determinado.

### Ocasiões formais
A maioria das roupas formais para as mulheres consiste em um vestido. Embora historicamente a escolha tenha sido os vestidos de uma peça, atualmente produzem-se muitos vestidos de duas peças, muitas vezes inspirados nos ternos. Nos últimos anos, têm se desenvolvido alguns conjuntos formais constituídos por calças, utilizando o desenho de jogo para a sua justificação.
Enquanto permanece a regra de que os Vestidos de casamento sejam, como indica o próprio nome, vestidos, a roupa usada por outras mulheres para casamentos e para outras ocasiões formais, incluem por vezes, calças.

### O clima
No tempo quente, muitas mulheres consideram suas saias mais confortáveis do que calças, especialmente quando se viaja, e em situações onde elas são forçadas a permanecer sentadas por longos períodos. Embora as bermudas sejam uma opção para muitas ocasiões casuais, muitas mulheres sentem que suas necessidades possam ser satisfeitas com um par de calças curtas. Os shorts podem também ser apropriados para certas ocasiões, e uma saia ou vestido, como um vestido de verão, pode ser a melhor opção. Além disso, algumas mulheres que se sentem pouco atraentes em shorts podem escolher um vestido para um clima mais quente.

### Deficiência
Para as mulheres com deficiências pode ser mais fácil tirar ou pôr um vestido. Já que a saia poderia ser puxada pela cabeça, não é necessário dobra-la ou afivela-la. Além disso, aquelas com pernas quebradas não têm que se preocuparem com encaixar as calças sob suas fraturas, e as obesas podem achar mais fácil usar saias.

### Gravidez
Embora haja calças maternais e sejam muito populares, algumas gestantes preferem usar vestidos durante a gravidez, que não têm cintura.

### Religião
Em uma era onde a maioria das mulheres no momento dado usam calças há uma série de religiões que proíbem que as mulheres usem calças e alguns podem exigir incluso que todas as mulheres, meninas e frequentemente jovens só usem saias ou vestidos. As razões por trás de tais crenças, que variam dentro de cada religião e cultura, são, em geral devido às leis do pudor. A religião é a razão mais comum para uma mulher nunca use um par de calças.
- Judeus ortodoxos: As maiorias das mulheres judias ortodoxas estão obrigadas pela lei religiosa a usar saias e não calças. Existem dois principais preceitos do judaísmo que são a base para isso. Uma delas é a modéstia. Na crença judaica, o espaço entre as pernas de uma mulher é considerado uma área privada e, portanto, deve ser cobertos por uma roupa. Uma vez que as calças foram criadas originalmente como vestuário para homens, as mulheres estão, por conseguinte, proibidas de usá-las de acordo com as autoridades da maioria dos rabinos, no entanto, não haja um mandamento de esta prática em qualquer lugar da Bíblia. Embora a exigência comum seja que as pistas sejam usadas pelo menos até o joelho, muitas judeus ortodoxas prolongam a longitude como medida de precaução, vestindo com saias que chegam até a do tornozelo. Outras mulheres do Judaísmo moderno permitiram à brevidade, saias mais curtas por completo caso homizia de esta prática.
- Catolicismo tradicionalista: Em 13 de novembro de 866, o Papa Nicolau I escreveu ao rei Bóris I da Bulgária: ' Ou você ou a sua mulher usar ou não usar calças, não impede a sua salvação, nem leva a um aumento da sua virtude ("'sive vos, sive feminae vestrae, sive deponatis, sive induatis femoralia, nec saluti officit, nec ad virtutum vestrarum proficit incrementum'”- Patrologia Latina CXIX, 1002, aqui para a tradução em Inglês da resposta do Papa à questão de saber se o Rei, sendo cristãs, as mulheres búlgaras devem usar um vestido em vez de calças tradicionais). Alguns membros da Sociedade de São Pio X falaram sobre a preferência das mulheres com saias em vez de calças.[2]
- Unicidade Pentecostal: A mulher pentecostal opta por usar saias por o mandamento bíblico que diz que as mulheres não devem usar roupas de homens, no entanto, isto não é obrigatório.[3]
- Menonitas: A base das saias em menonitas é a modéstia. Por esta razão, são obrigatórias as saias longas ou vestidos que cobrem a maior parte das pernas.[4] Também usam vestidos e saias, já que eles acreditam que os homens e as mulheres devem ser distinguidos uns dos outros.
- Igreja Pentecostal Ministério Deus da Providência. (Fundada em 1998 no Brasil pelo Pastor Sirley Velozo), não permite uso da calça pela mulher excepto se for uniforme de trabalho e/ou escola baseando-se no principio biblico que Deus determinou calcas para o homem, como está escrito no Livro de Êxodo: 28-42, Levíticos: 6;10, Deuteronômio 22;5. e essa doutrina tem sido divlgada pelo Pastor Thiago Ferreira  como principio de santificacao corporal e ganhando mais adptos em varios lugares na Europa.

### As dançarinas das terras altas da Escócia
Nas danças escocesas das terras altas, as mulheres não usam Trews, mas vestidos Aboyne (para as danças nacionais) ou traje de falda nas danças das terras altas. No entanto, os Trews tartán podem ser usados por mulheres no Estados Unidos.

## Uniforme escolar
Dado o aumento da população muçulmana, algumas escolas do Reino Unido permitem que os alunos a usar calças, mas saias são o traje mais comum nas escolas primárias e secundárias, mesmo quando têm a opção de usar calças. No final do século XX, muitas escolas começaram a mudar seus regulamentos uniformes para permitir calças para as meninas no meio da oposição - o mais conhecido pode ser Whickam Comprehensive en Gateshead en 2000. Embora seja geralmente aceito, não há caso de teste conhecido foi levado perante os tribunais, por isso não é ilegal a proibição de calças como parte do uniforme de escola para meninas. A regra aplica-se ainda nas escolas públicas mais independentes e seletivas, assim como muitas escolas abrangentes.
Mais recentemente, algumas escolas já tentaram proibir as meninas usam saias curtas inadequada.

## Leis
Em Sudão, o artigo 152 das emendas do Código Penal de 1991 proíbe o uso de "trajes obscenos" em público. Esta lei tem sido utilizada para prender e perseguir mulheres que usam calças. Treze mulheres, incluída a jornalista Lubna al-Hussein foram presas em julho de 2009 em Cartum por usar calças, dez de elas se declararam culpáveis e foram atingidas com dez chicotadas e uma multa de 250 libras sudanesas cada uma. Lubna al-Hussein decidiu ir aos tribunais para contestar a lei. Em meio a um clamor internacional por ativistas de direitos humanos, foi condenada e multada em £ 500 sudaneses. Ela é considerada uma boa muçulmana e disse: "O Islã não diz se uma mulher pode vestir calças ou não ... Não é religião, se trata de homens maltratando as mulheres." Ela quer mudar a lei em nome de todas as mulheres do Darfur. Doe, John (2 de agosto de 2009). «Lubna Husseinurl: "Eu não tenho medo de ser abusada. Mas isso é um insulto"». Encyclopedia of Things. The Observer (O observador). Consultado em 6 de julho de 2006

## Mulheres que usam jeans
As nossas calça jeans femininas só começaram a surgir na década de 1960, quando as mulheres começaram a usá-las para trabalhar em minas. Como virou moda, as calças passaram a serem produzidas em grande escala nos Estados Unidos. Somente na década de 1980, a calça feminina se popularizou em todo mundo. Foi nessa época que começaram a surgir diversas opções de corte, modelos, tecidos, cores e texturas. Hoje, os jeans são produzidos tanto para homens como para mulheres, estes primeiros com um número infinito de detalhes e apliques tanto nos bolsos traseiros como laterais, com uma textura, corte, tiro (baixo ou prostrado, metade ou padrão, alta ou ajustado) e cor diferente a dos homens e com diferentes matizes, O mais comum e o clássico azul, mas também há negros. Há também programas de televisão como Utilísima que ensinam como tingi os com cores raras e novas. É comum hoje em dia que as mulheres, geralmente jovens entre 10 e 30 anos, mas também as meninas e mulheres maiores usam jeans, com exceção de alguns países, a maioria do Oriente Médio, porque é proibido por lei. Cantoras como Michelle Branch vestem jeans a maioria do tempo e Mia Rose normalmente em seus vídeos de autopromoção de Youtube aparece cantando e também usam jeans azul.